# Phyllocnistis finitima
Phyllocnistis finitima is een vlinder uit de familie van de mineermotten (Gracillariidae). De wetenschappelijke naam van de soort werd voor het eerst geldig gepubliceerd in 1927 door Braun.